# 茨木市立耳原小学校
茨木市立耳原小学校（いばらきしりつみのはらしょうがっこう）は、大阪府茨木市にある公立小学校。通称は耳小（みのしょう）。

## 沿革
- 1979年4月 - 開校
- 同年7月 - プール竣工
- 同年9月 - 校旗制定
- 1980年2月 - 校歌制定
- 1982年8月 - 飼育小屋を設置

## 通学区域
- 茨木市 耳原1～3丁目（3丁目の一部を除く）、南耳原1丁目（一部を除く）、南耳原2丁目（一部を除く）、南安威2丁目（一部を除く）、上野町

卒業後は基本的に茨木市立北中学校へ進学する。

## 出身者
- 植村祐介（北海道日本ハムファイターズ投手）